# Ресија Супериоре (Кунео)
Ресија Супериоре је насеље у Италији у округу Кунео, региону Пијемонт.
Према процени из 2011. у насељу је живело 5 становника. Насеље се налази на надморској висини од 873 м.